# Elacomia subbifasciatus
Elacomia subbifasciatus är en skalbaggsart som beskrevs av J. Linsley Gressitt 1940. Elacomia subbifasciatus ingår i släktet Elacomia och familjen långhorningar. Inga underarter finns listade i Catalogue of Life.